# Game Audio Network Guild
La Game Audio Network Guild ou G.A.N.G. est une association américaine regroupant des professionnels de l'industrie du jeu vidéo. Créée en 2002, elle totalise désormais plus de 2500 membres répartis dans 29 pays.

## Historique
En 2001 au Project Bar-B-Q, congrès texan sur l'audio et la musique interactive, le compositeur et sound designer Tommy Tallarico propose la création de la guilde, pour rassembler au sein d'une même structure la communauté de professionnels, et promouvoir l'audio dans les jeux vidéo. Le groupe de discussion à l'origine du projet consiste alors notamment des compositeurs Clint Bajakian, Steve Horowitz et Alexander Brandon. Quant au choix du nom de "guilde", il est lié à son histoire. Il désignait en effet une organisation commerciale surveillant et contrôlant les autorisations d'exercer un métier ou un art ; à la Renaissance, il fonctionnait selon le système de maîtres et d'apprentis. Ces références se retrouvent dans le statut des membres de la Game Audio Network Guild : le rang le plus haut, Diamond ("diamant"), se réfère ainsi à un professionnel justifiant entre autres d'au moins 25 ans de carrière.
En février 2002 lors d'une réunion se tenant à Dolby les membres du comité d'administration sont nommés ou élus : Tallarico y est nommé président, Bajakian vice-président et Jack Wall senior director. Le mois suivant se tient à la Game Developers Conference le premier événement public. Les premiers G.A.N.G. Awards s'y déroulent en 2003.
La volonté de promotion de la musique et du son des jeux vidéo par la guilde se concrétise particulièrement avec le groupement pour l'intégration des jeux vidéo aux prestigieux Grammy Awards, intégration effective à partir de 2012 dans la catégorie Music for Visual Media. La partition de Austin Wintory pour Journey est par ailleurs nommée cette année-là aux côtés de celles pour The Dark Knight Rises, Les Aventures de Tintin : Le Secret de La Licorne ou The Artist.

## Mission
Lors du premier groupe de discussion en 2001 il est décidé que le but de l'association est de :
- Développer la reconnaissance de la communauté de l'audio dans les jeux vidéo (création de récompenses - les G.A.N.G. Awards) ;
- Publier et promouvoir les informations relatives à la composition et au sound design de médias interactifs ;
- Soutenir le développement de carrière (accès aux offres d'emploi, actualités, contacts et liens internet) et l'instruction (publications, documents techniques, contrats-types, etc.) de tout professionnel ou apprenti ;
- Avoir un rôle de référence afin de pouvoir répondre efficacement aux problèmes de la communauté ;
- Encourager le sens communautaire et le partage d'expériences et de connaissances entre membres et avec les organisations du secteur ;
- Promouvoir la création de meilleures bandes sonores de jeux[1],[3].

## G.A.N.G. Awards
Depuis 2003 la guilde décerne des récompenses lors d'une cérémonie se déroulant chaque année pendant la Game Developers Conference, à San Francisco. Elles concernent les jeux sortis l'année précédente aux États-Unis. La vingtaine de catégories est basée sur la musique, le son et le sound design. Voici une liste non exhaustive :
- Audio of the Year : récompense le jeu ayant la meilleure bande son, incluant donc musique, sound design, doublage, mixage, interactivité, programmation audio, etc ;
- Music of the Year : récompense le jeu ayant la meilleure composition originale ;
- Sound Design of the Year : récompense le jeu ayant la meilleure création et implémentation d'effets sonores ;
- Lifetime Achievement Award : récompense une personne dont la carrière eut un impact considérable sur le son interactif ;
- Best Original Soundtrack Album : récompense le jeu ayant le meilleur album commercialement disponible ;
- Best Interactive Score : récompense le jeu dont l'implémentation de la musique sert le mieux les interactions du joueur ;
- Best Handheld Audio : récompense le jeu pour consoles portables ou smartphones ayant les meilleures musiques, effets sonores et doublages ;
- Best Dialogue : récompense le jeu dont la performance vocale, l'enregistrement, la qualité du dialogue, le réalisme des voix sont les meilleurs ;
- Best Original Instrumental : récompense le meilleur morceau ne comprenant pas de chant ;
- Best Original Vocal – Choral : récompense le meilleur morceau contenant un chœur ;
- Best Audio Mix : récompense le jeu offrant le meilleur mixage des musiques, sons et dialogues.

Il existe par ailleurs des catégories récompensant publications, artistes ou techniciens.
| 2025, 23e édition - Audio of the Year : Astro Bot et Need for Speed Mobile - Music of the Year : Star Wars Outlaws - Sound Design of the Year : Call of Duty: Modern Warfare III - Lifetime Achievement Award : Scott Gershin 2024, 22e édition - Audio of the Year : Star Wars Jedi: Survivor - Music of the Year : Star Wars Jedi: Survivor - Sound Design of the Year : Star Wars Jedi: Survivor - Lifetime Achievement Award : Steve Schnur (en) 2023, 21e édition - Audio of the Year : God of War: Ragnarök - Music of the Year : God of War: Ragnarök - Sound Design of the Year : God of War: Ragnarök - Lifetime Achievement Award : Paul Lipson 2022, 20e édition - Audio of the Year : Ratchet and Clank: Rift Apart - Music of the Year : Les Gardiens de la Galaxie - Sound Design of the Year : Returnal - Lifetime Achievement Award : Leslie Ann Jones (en) 2021, 19e édition - Audio of the Year : The Last of Us Part II - Music of the Year : Star Wars: Squadrons - Sound Design of the Year : Ghost of Tsushima et The Last of Us Part II - Lifetime Achievement Award : Guy Whitmore (en) 2020, 18e édition - Audio of the Year : Death Stranding - Music of the Year : Star Wars Jedi: Fallen Order - Sound Design of the Year : Death Stranding 2019, 17e édition - Audio of the Year : God of War - Music of the Year : God of War - Sound Design of the Year : God of War - Lifetime Achievement Award : Elise Baldwin 2018, 16e édition - Audio of the Year : Cuphead - Music of the Year : Call of Duty : WWII - Sound Design of the Year : Call of Duty : WWII - Lifetime Achievement Award : Richard Jacques 2017, 15e édition - Audio of the Year : Uncharted 4: A Thief's End - Music of the Year : Abzû - Sound Design of the Year : Overwatch - Lifetime Achievement Award : Peter McConnell 2016, 14e édition - Audio of the Year : Ori and the Blind Forest - Music of the Year : Star Wars Battlefront - Sound Design of the Year : Star Wars Battlefront - Lifetime Achievement Award : Martin O'Donnell 2015, 13e édition - Audio of the Year : Call of Duty: Advanced Warfare - Music of the Year : Destiny - Sound Design of the Year : Call of Duty: Advanced Warfare - Lifetime Achievement Award : George Sanger 2014, 12e édition - Audio of the Year : The Last of Us - Music of the Year : BioShock Infinite - Sound Design of the Year : The Last of Us - Lifetime Achievement Award : David Warhol et Andrew Kane | 2013 11e édition - Audio of the Year : Diablo III - Music of the Year : Journey - Sound Design of the Year : Halo 4 - Lifetime Achievement Award : Clint Bajakian 2012, 10e édition - Audio of the Year : Battlefield 3 - Music of the Year : L.A. Noire - Sound Design of the Year : Battlefield 3 - Lifetime Achievement Award : Tommy Tallarico 2011, 9e édition - Audio of the Year : Red Dead Redemption - Music of the Year : Red Dead Redemption - Sound Design of the Year : Battlefield: Bad Company 2 - Lifetime Achievement Award : Chris Hülsbeck 2010, 8e édition - Audio of the Year : Uncharted 2: Among Thieves - Music of the Year : Assassin's Creed II et Uncharted 2: Among Thieves - Sound Design of the Year : Uncharted 2: Among Thieves - Lifetime Achievement Award : Charles Deenen (en) 2009, 7e édition - Audio of the Year : Dead Space - Music of the Year : Afrika - Sound Design of the Year : Dead Space - Lifetime Achievement Award : Bob Rice 2008, 6e édition - Audio of the Year : BioShock - Music of the Year : BioShock - Sound Design of the Year : BioShock - Lifetime Achievement Award : Brian L. Schmidt (en) 2007, 5e édition - Audio of the Year : Gears of War - Music of the Year : Tomb Raider: Legend - Sound Design of the Year : Gears of War - Lifetime Achievement Award : Koji Kondo 2006, 4e édition - Audio of the Year : God of War - Music of the Year : God of War - Sound Design of the Year : God of War - Lifetime Achievement Award : Robert Prince 2005, 3e édition - Audio of the Year : Halo 2 - Music of the Year : Myst IV: Revelation - Sound Design of the Year : Call of Duty : Le Jour de gloire - Lifetime Achievement Award : Michael Land 2004, 2e édition - Audio of the Year : Call of Duty - Music of the Year : Indiana Jones et le Tombeau de l'Empereur - Sound Design of the Year : Call of Duty - Lifetime Achievement Award : Rob Hubbard 2003, 1re édition - Audio of the Year : Medal of Honor : En première ligne - Music of the Year : Medal of Honor : En première ligne - Sound Design of the Year : Medal of Honor : En première ligne - Lifetime Achievement Award : Mark Steven Miller |